# مجلس الأمة الكويتي 2008
مجلس الأمة الكويتي 2008 (الفصل التشريعي الثاني عشر) من 1 يونيو 2008 حتى حل المجلس  في 17 مارس 2009 أجريت انتخابات مجلس الأمة الكويتي 2008 في يوم السبت 17 مايو 2008 وترأس هاذا المجلس جاسم محمد الخرافي والذي تولى الرئاسة منذ 17 يوليو 1999 وفي 17 مارس 2009 صدر مرسوماً بحل المجلس.

## الأعضاء الفائزون حسب الدوائر

### الدائرة الأولى[1]
بلغت نسبة المقترعين في الدائرة الأولى 77.5% 
- صالح عاشور 9314 صوتا
- عبد الله الرومي 9314 صوتا
- عبد الواحد العوضي 8464 صوتا
- حسن جوهر 7756 صوتا
- حسين الحريتي 7338 صوتا
- حسين القلاف 7274 صوتا
- عدنان عبد الصمد 7155 صوتا
- أحمد لاري 6919 صوتا
- مخلد العازمي 6872 صوتا
- محمد الكندري 6064 صوتا

### الدائرة الثانية[3]
بلغت نسبة المقترعين في الدائرة الثانية 74%، حيث شارك 30576 شخص في الانتخابات من اصل 41365 شخص ، وقد تمت إعادة جمع جميع الأصوات 
- مرزوق علي الغانم 10878 صوتا
- جاسم الخرافي 10839 صوتا
- خالد سلطان بن عيسى 8687 صوتا
- محمد المطير 7508 صوتا
- جمعان الحربش 6496 صوتا
- محمد جاسم الصقر 6266 صوتا
- علي فهد الراشد 5902 صوتا
- خلف دميثير 5569 صوتا
- عبد اللطيف العميري 5361 صوتا
- محمد العبد الجادر 3636 صوتا

### الدائرة الثالثة[6]
بلغت نسبة المقترعين في الدائرة الثالثة 68% حيث صوت 39848 ناخب وناخبة في الانتخابات من أصل 58674 ناخب وناخبة 
- فيصل المسلم 12695 صوتا
- عادل الصرعاوي 11242 صوتا
- وليد مساعد الطبطبائي 9753 صوتا
- علي العمير 8931 صوتا
- صالح الملا 7656 صوتا
- أحمد عبد المحسن المليفي 6948 صوتا
- روضان الروضان 6586 صوتا
- عبد العزيز حمد الشايجي 6250 صوتا
- أحمد عبد العزيز السعدون 6105 صوتا
- ناصر الصانع 6058 صوتا

### الدائرة الرابعة[8]
بلغت نسبة المقترعين في الدائرة الرابعة 65%، حيث صوت 60690 في الانتخابات من اصل 93710 
- مسلم محمد البراك 14043 صوتا
- علي سالم الدقباسي 12548 صوتا
- محمد هايف 12106 صوتا
- ضيف الله بورمية 11482 صوتا
- سعد الخنفور 10567 صوتا
- ناصر الدويلة 10488 صوتا
- محمد الرشيدي 9765 صوتا
- رجا حجيلان 9474 صوتا
- حسين قويعان 8394 صوتا
- مبارك الوعلان 8340 صوتا

### الدائرة الخامسة[10]
بلغت نسبة المقترعين في الدائرة الخامسة 60% حيث صوت 61016 من أصل 101294 شخص 
بلغت نسبة المقترعين في الدائرة الخامسة 60% حيث صوت 61016 من أصل 101294 شخص 
- فهد دهيسان اللميع  15906 صوتا
- مرزوق فالح الحبيني  15621 صوتا
- جابر سعد المحيلبي  15477 صوتا
- محمد هادي الحويلة العجمي 15284 صوتا
- عبد الله فالح راعي الفحماء 15196 صوتا
- سعدون حماد عبيد العتيبي 13851 صوتا
- عبد الله حشر البرغش العجمي 13525 صوتا
- محمد فالح العبيد العجمي 12513 صوتا
- حسين براك هادي الدوسري 11930 صوتا
- عصام سلمان جاسم الدبوس 11803 صوتا

### بطلان عضوية نائبان بعد الطعن
في يوم 17 سبتمبر 2008 أعلنت المحكمة الدستورية عن سقوط عضوية النائبين مبارك محمد الوعلان من الدائرة الرابعة وعبد الله مهدي العجمي من الدائرة الخامسة وفوز عسكر عويد العنزي وسعدون حماد العتيبي بدلا منهم.

## أبرز الأحداث
في يوم 18 نوفمبر 2008 تقدم النواب وليد الطبطبائي وعبد الله البرغش ومحمد هايف بطلب استجواب رئيس مجلس الوزراء الشيخ ناصر المحمد الأحمد الصباح ، ويتألف الاستجواب من ثلاثة محاور، المحور الأول هو تردي وتراجع الخدمات العامة في الدولة وعجز الحكومة عن معالجتها رغم توافر جميع الإمكانات لها، والمحور الثاني زيادة مظاهر الفساد الإداري وهدر الأموال العامة، والمحور الثالث هو تراجع الحكومة عن قراراتها وإلغاء المراسيم الأميرية المتكرر تحت الضغوط مما يهدد دولة المؤسسات والقانون ويفقد الثقة بالدولة ويعطل التنمية لاهتزاز ثقة المتعاملين مع الدولة بها.
في يوم 13 يناير 2009 صوت مجلس الأمة برفع الحصانة على ستة نواب وهم محمد العبيد ورجا الحجيلان وحسين قويعان ومحمد هايف وسعدون حماد العتيبي وعصام الدبوس بسبب قضايا انتخابات فرعية وشراء أصوات، بينما رفض رفع الحصانة عن محمد الصقر وحسن جوهر بسبب جنح صحفية وعن النائب محمد هادي الحويلة في قضية انتخابات فرعية.
وفي يوم 14 يناير 2009 صوت أعضاء مجلس الأمة على تحويل رواتبهم لشهر كامل إلى ضحايا الهجوم الإسرائيلي على غزة (2008-2009).
في يوم 1 مارس 2009 تقدم النائب د. فيصل المسلم بصحيفة استجواب إلى سمو رئيس مجلس الوزراء الشيخ ناصر المحمد الصباح وتضمن الاستجواب محوراً واحدا يتعلق بتجاوزات مصروفات ديوان.
في يوم 2 مارس 2009 تقدمت حدس (الحركة الدستورية الإسلامية) ممثلة بالنائب ناصر الصانع، عبد العزيز الشايجي ود. جمعان الحربش بصحيفة استجواب إلى سمو رئيس مجلس الوزراء الشيخ ناصر المحمد الصباح وتضمن الاستجواب 5 محاور ، وهي :
- المحور الأول: تضييع هيبة الدولة، بتناقض القرارات والتراجع عن المراسيم، والتهاون في القيام بالمسؤوليات التنموية.
- المحور الثاني : الإخفاق في تبني سياسة مالية واقتصادية رشيدة ترفع المعاناة عن المواطنين وتنقذ الاقتصاد الوطني، وتوظف الفوائض.
- المحور الثالث: تعطيل أعمال المجلس المخالف لأحكام الدستور بالمماطلة بتشكيل الحكومة، وإعادة ذات التشكيل الحكومي السابق.
- المحور الرابع: التجاوزات المالية لمصروفات ديوان سمو رئيس الوزراء.
- المحور الخامس: الإخلال بأحكام الدستور بشأن برنامج عمل الحكومة وخطة الدولة التنموية.

في يوم 9 مارس 2009 تقدم النائب محمد هايف بصحيفة استجواب إلى سمو رئيس مجلس الوزراء الشيخ ناصر المحمد الصباح وتضمن الاستجواب محوراً واحدا يتعلق بمسؤولية سمو رئيس مجلس الوزراء عن: تجاوزات رئيس لجنة متابعة القرارات الأمنية ورئيس لجنة ازالة التعديات على املاك الدولة والمظاهر غير المرخصة - بهدم وازالة مسجد الفنيطيس الذي يعد من المساجد الأثرية والتراثية الواجب المحافظة عليها وعدم الحاق الضرر بها. بهذا يرتفع عدد الاستجوابات المقدمة لرئيس مجلس الوزراء إلى 3 استجوابات.
تم في يوم 18 مارس 2009 حل مجلس الأمة حلاً دستورياً طبقاً للمادة 107 من الدستور الكويتي على أن تتم الانتخابات التشريعية في منتصف مايو

## أدوار الانعقاد

### قائمة أدوار انعقاد مجلس الأمة 2008
| دور الإنعقاد        | بداية الفترة   | نهاية الفترة  |
| ------------------- | -------------- | ------------- |
| دور الانعقاد الأول  | 1 يونيو 2008   | 26 يونيو 2008 |
| دور الانعقاد الثاني | 21 أكتوبر 2008 | 17 مارس 2009  |